# Oddanchatram
Oddanchatram es una ciudad y nagar Panchayat situada en el distrito de Dindigul en el estado de Tamil Nadu (India). Su población es de 30064 habitantes (2011). Se encuentra a 28 km de Dindigul y 83 km de Madurai.

## Demografía
Según el censo de 2011 la población de Oddanchatram era de 30064 habitantes, de los cuales 15077 eran hombres y 14987 eran mujeres. Oddanchatramtiene una tasa media de alfabetización del 84,65%, superior a la media estatal del 80,09%: la alfabetización masculina es del 90,56%, y la alfabetización femenina del 78,73%.